# شركة تليفزيون إنكوربوريتد
شركة تليفزيون إنكوربوريتد (بالإنجليزية: Incorporated Television Company، وتُعرف اختصارًا بـ ITC) هي شركة بريطانية رائدة تأسست عام 1954 على يد لو غريد (Lew Grade). بدأت كشركة مستقلة تسعى للحصول على امتيازات البث، لكنها سرعان ما ركزت على إنتاج وتوزيع البرامج التلفزيونية، خاصة للأسواق الدولية مثل الولايات المتحدة.
اشتهرت ITC بإنتاج أعمال تلفزيونية شهيرة مثل The Saint وThe Prisoner وThunderbirds وThe Muppet Show، والتي لعبت دورًا كبيرًا في ترسيخ مكانتها عالميًا.
في عام 1957، أصبحت شركة تليفزيون إنكوربوريتد (ITC) شركة تابعة بالكامل لشركة Associated Television (ATV)، مما وفر لها دعمًا ماليًا وتقنيًا كبيرًا. هذا الاندماج مكّن ITC من توسيع نطاق إنتاجاتها وتوزيعها، خاصة في الأسواق الدولية مثل الولايات المتحدة. لاحقًا، شهدت الشركة عدة تغييرات هيكلية وعمليات اندماج أثرت على مسارها، لكنها استمرت في تقديم محتوى تلفزيوني مميز يُعتبر نموذجًا لجودة الإنتاج البريطاني.

## وصلات خارجية
- شركة تليفزيون إنكوربوريتد على موقع IMDb (الإنجليزية)